# Barcelona (Aruba)
Barcelona es el nombre que recibe una localidad de la isla caribeña de Aruba, un territorio con el estatus de País autónomo del Reino de los Países Bajos, frente a la costa de Venezuela. El asentamiento se encuentra a 58 metros sobre el nivel del mar. Se encuentra al sur de la capital nacional la ciudad de Oranjestad y al norte del Aeropuerto Internacional Reina Beatriz. Recibe su denominación por la ciudad española del mismo nombre.